# Christian Carlassare
Christian Carlassare M.C.C.I. (n. 1 octombrie 1977, Schio, Veneto, Italia) este un preot romano-catolic italian al Ordinului Combonian⁠(d), care a fost numit episcop de Rumbek (Sudanul de Sud) la 8 martie 2021.
În 2003 a obținut la Roma o diplomă în teologie de la Universitatea Pontificală Gregoriană și în 2004 o diplomă de licență în misiologie de la Universitatea Pontificală Urbaniană. A depus voturile solemne în Ordinul Combonian la 19 decembrie 2003 și a fost sfințit preot la 4 septembrie 2004.
A fost numit la 1 iunie 2020 în funcția de vicar general al Diecezei de Malakal, iar la 8 martie 2021 a fost numit episcop al Diecezei de Rumbek (Sudanul de Sud). În momentul alegerii sale, el era cel mai tânăr episcop catolic italian. Urmează a fi sfințit episcop la 23 mai 2021.

## Lucrări publicate
- La capanna di padre Carlo. Comboniano tra i Nuer, Comboniani editore, 2020.